# Novi avion
Novi avion je bio radni naziv za jugoslavenski program višenamjenskog nadzvučnog borbenog aviona 4. generacije. Za taj program se koristila kratica NA, koja je istovremeno označavala Novi avion i Nadzvučni avion. Prve ideje o pokretanju programa nastale su u SFRJ nakon polijetanja prototipa aviona Soko J-22 Orao, tijekom 1970-ih.
Budući da je Jugoslavija od vojne opreme morala jedino uvoziti vojne avione, Novim avionom se nastojalo da zemlja u tom pogledu postane u potpunosti nezavisna.
Program realizacije je razmotren i u konačnici izrađen 1986. godine. Svi radovi na tome programu prekinuti su raspadom SFRJ, početkom 1990-ih.

## Razvoj programa
Najvažniju ulogu u razvoju Novog aviona imao je Vazduhoplovno tehnički institut iz Beograda. Institut je koncipirao suvremenu verziju jednomotornog višenamjenskog nadzvučnog borbenog aviona. Program je bio u skladu s primjerice, francuskim Dassault Rafaleom, švedskim JAS 39 Gripenom, izraelskim Lavijem, indijskim LCA i europskim Eurofighter Typhoonom.
Tek su američki programi razvoja lovaca superkrstaša bili napredniji i kompleksniji od spomenutih aviona. U tim programima je predviđena mogućnost dugog krstarenja aviona nadzvučnom brzinom na baznom potisku motora, bez uključivanja dopunskog izgaranja. To je za ostale zemlje svijeta, u tehnološkom smislu bilo nedostižno.
Tadašnja razina znanja i raspoložena tehnologija, koja je ostvarena kroz prethodne programe Soko J-22 Orao i Soko G-4 Super Galeb, nisu bili dovoljni za samostalnu realizaciju teškog i složenog zadatka razvoja i proizvodnje Novog aviona. To je uvjetovalo značajnu dopunu znanja i tehnologije, što se moglo ostvariti jedino suradnjom s razvijenim zemljama. Jugoslavija je "izabrala" kupnju dopunskih znanja i tehnologije, kroz suradnju s tvrtkama razvijenih zemalja. Ta kupljena znanja i tehnologije, osim što su trebala biti upotrijebljena za razvoj i proizvodnju Nadzvučnog aviona, trebala su se ugraditi i u jugoslavenske istraživačko-razvojne i proizvodne kapacitete i tako postati trajno vlasništvo. 
Ovaj vid suradnje je uvjetno nazvan tehnološka podrška. Moguće tvrtke za pregovore o tehnološkoj podršci, ubrzo su se svele na francusku tvrtku Marcel Dassault MD i britansku British Aerospace BAE. Dok je Dassault MD bio nositelj projekta Dassault Rafale, BAE je bio nositelj projekta Eurofighter Typhoon.
Slično konceptu jugoslavenske tehnološke podrške, na isti način su radili i drugi proizvođači vojnih aviona. Tako su Saab i druge švedske tvrtke surađivale s britanskim BAE-om u svezi razvoja JAS 39 Gripena. S druge strane, Izrael je pri razvoju svojeg zrakoplova IAI Lavi surađivao s američkom tvrtkom Grumman, a Indija je pregovarala o suradnji vezanoj uz svoj lovac LCA.

### Odabir partnera
Odlučeno je da će se nakon završetka idejnog projekta i programa realizacije, napraviti izbor između dvije potencijalne tvrtke. Te tvrtke Jugoslavija bi koristila kao svoje razvojne partnere. U tadašnjem Vazduhoplovno tehničkom institutu u Beogradu oformljen je zajednički ured s britanskim BAE-om, a u Parizu s francuskim Marcel Dassault MD. U oba ureda je tokom šest mjeseci razrađen veći broj idejnih rješenja, s različitim varijantama.
Paralelno s pregovorima o tehnološkoj potpori i radu na izradi idejnog projekta, s tvrtkama su vođeni razgovori o proizvodnji i prijenosu tehnologije za motor, naoružanje i avionsku opremu.
Vezano uz razvoj Novog aviona s Francuskom, Jugoslaviju je posjetio Jean Fleury, načelnik stožera francuskih zračnih snaga, koji je prilikom posjeta zemlji isprobao jugoslavenski školsko jurišni zrakoplov Soko G-4 Super Galeb.

### Učinci zajedničke suradnje
Zajednički rad stranih i domaćih stručnjaka u tim uredima bio je koristan. Potpuni učinci prijenosa znanja i iskustva trebali su se realizirati u kasnijim fazama suradnje i to u pretprojektu, projektu, prototipskom razvoju i serijskoj proizvodnji zrakoplova. S francuskim Marcel Dassault MD je dogovoreno (na temelju ostvarenih rezultata pregovora) potpisivanje ugovora o suradnji na ostalim fazama programa realizacije. Ugovorom su predviđeni svi oblici i uvjeti zajedničkog rada i prijenosa znanja i tehnologije. Razrađeni su i uvjeti suradnje na izvozu u Francusku ako francusko ratno zrakoplovstvo odluči uvesti Novi avion u svoje zračne snage.

### Konceptualna rješenja
Usporednom analizom rezultata idejnog projekta, zaključeno je da je tehničko-tehnološki najbolja i najsuperiornija suradnja s francuskim Marcel Dassault MD-om. Tako bi se na Novom avionu primijenile tehnologije korištene za izradu Dassault Rafalea.
Ta koncepcija Novog zrakoplova temelji se na konfiguraciji kanarda, francuskom motoru M-88Y Snecma, trisoničnom krilu, polubočnim usisnicima, nagnutom sjedištu, maloj bočnoj palici za upravljanje avionom prilikom leta, fly-by-wire upravljanju, višenamjenskom digitalnom navigacijskom sustavu, integriranom prikazivanju podataka u pilotskoj kabini i dr.
Svi sustavi bili bi multiprocesorski integrirani na temelju podatkovnih sabirnica, na temelju standarda MIL-STD -1.553.

## Karakteristike aviona

### Usisnici zraka
Odabrani su polubočni usisnici jer su dobar kompromis u odnosu na prednosti i mane usisnika smještenih na boku ili ispod trupa aviona. Ova koncepcija osigurava napajanje motora zrakom u svim položajima zrakoplova tijekom manevra i faza leta.
Međutim, simulacijom i detaljnom analizom, dokazano je da razlika u usisnicima nema nikakav operativno-borbeni značaj. Zbog toga je odlučeno da se nepotrebno ne povećava masa aviona, ne prave komplikacije i ne smanjuje pouzdanost aviona. Usvojen je usisnik nepromjenljive geometrije.

### Kokpit
Nagnuto sjedište olakšava pilotu podnošenje opterećenja u manevru, tj. u borbi, te doprinosi boljoj profilacija trupa za manji čeoni otpor zrakoplova. Kao posljedica ovog rješenja, palica za upravljanje avionom je znatno manja i smještena je s bočne strane, pokraj naslona desne ruke pilota. Ovo rješenje omogućuje stalno držanje lijeve ruke pilota na ručici gasa motora, a desne ruke na palici naredbi leta.
Pritom su, podlaktice obiju pilotovih ruku, svojom cijelom dužinom, udobno naslonjene na bočne naslone sjedala. Ovu koncepciju je letački provjerio i usvojio probni pilot Jugoslavenskog ratnog zrakoplovstva, pukovnik Branko Bilbija, na simulatoru leta.
Također, planiran je i sustav upravljanja glasom. Ovaj sustav je modeliran, ugrađen i dokazan u razvojnoj pilotskoj kabini u Vazduhoplovno tehničkom institutu u Beogradu.
Navigacijski sustav je koncipiran suglasno mogućnostima njegovog osnovnog senzora, višenamjenskog radara. Radar je predstavljao naprednu tehnologiju, s primjenjivim principom skeniranja. Suvremena digitalna tehnologija i moćni softver navigacijskog sustava omogućavali su pilotu da tijekom leta, prema potrebi, promijeni odluku i prijeđe sa zadatka zračne borbe na zadatak zračne podrške i obrnuto. Pilot je bio u mogućnosti da jednostavno i brzo izvrši rekonfiguraciju sustava.

### Motor
Na temelju pokazatelja tehničko - ekonomske analize, za Novi avion je odabran francuski turbofen motor Snecma M88Y. U to vrijeme to je bio jedan od najsuvremenijih avionskih motora na svijetu. Jedan od razloga za njegov odabir bila je velika vjerojatnost o njegovom daljnjem razvoju, te najbolje karakteristike za višenamjenski vojni avion.
Lopatice turbine motora hlade se zrakom a motorom se upravlja pomoću digitalnog elektronskog uređaja FADEC.

## Materijali gradnje
Predviđeno je da gradnja strukture zrakoplova bude od kompozitnih i drugih naprednih materijala. Cijelo krilo aviona izrađeno je od kompozita. Dijelovi, odnosno proizvodne cjeline međusobno bi se spajale polimerizacijom, u jedinstvenu strukturu krila. Struktura trupa, uglavnom bi se izrađivala od aluminij-litij legura, a elementi visokih specifičnih opterećenja od titana i čelika. Tehnologija superplastičnog oblikovanja bila bi primijenjena u značajnoj mjeri.

## Tehničke karakteristike
Budući da je Dassault Rafale u razvojnom smislu bio značajno ispred Novog aviona, na jugoslavenskom lovcu su korištene tehnologije s Rafelea. Zbog toga je tehnički rizik razvoja Novog zrakoplova značajno umanjen.
Na avionu je napravljen određeni iskorak u primjeni novih tehnologija i rješenja u odnosu na Dassault Rafale. Predviđeni su dopunski oblici kretanja zrakoplova (modovi), kao što su poništavanje utjecaja skretanja, automatsko ograničenje anvelope leta, orijentacija trupa u cilj, automatsko otklanjanje zakrilaca u manevru, itd.
Realizacija ove tehnologije zasnivala se na mogućnostima rješenja komandi leta, avionske računalne opreme i primijenjenih načela integracije. Spregnuto delta kanard krilo je aerodinamičke konfiguracije kod koje se manje pomiče neutralna točka s izmjenom napadnog kuta i Mahovog broja u letu, što olakšava ispunjavanje kriterija stabilnosti i upravljivosti. 
Projektom je predviđeno izvođenje tri paralelna, međusobno neovisna digitalna kanala i jedan rezervni analogni kanal. Na taj način je osigurana visoka pouzdanost. Ovaj koncept sustava komandi leta razvijen je za potrebe francuskog lovca Dassault Mirage 2000, a usavršen je na mornaričkom lovcu Dassault Rafale. Istraživačko - razvojna ispitivanja za definiranje standarda ovog sustava, već su ranije realizirana za avione SEPECAT Jaguar te Mirage III generaciju.

## Očekivani efekti realizacije
Uspješnom realizacijom programa Novog aviona, Jugoslavensko ratno zrakoplovstvo bi se opremilo s višenamjenskim, visoko sposobnim borbenim avionom iz vlastitog razvoja i proizvodnje. Time bi se povećala borbeno-operativna učinkovitost ratnog zrakoplovstva te bi se smanjili troškovi integralnog osiguranja (prvenstveno eksploatacije).
Namjeravalo se izgraditi 150 lovaca Novi avion, koji bi u potpunosti zamijenili postojeće MiG-21 i Soko J-22 Orao avione. Također, namjeravalo se proizvesti i nekoliko stotina lovaca namijenjenih izvozu.

Država bi bila oslobođena skupog uvoza vojnih zrakoplova, dok bi zračne snage dobile lovce koji bi bili jeftiniji za oko 20% u odnosu na uvozne, s time da bi veći dio ulaganja ostao u zemlji. Za vremenski period od 20 godina (koliko je predviđeno), moglo bi se zaposliti oko 100.000 ljudi, a broj bi porastao s eventualnim izvozom aviona.
Novi kadar bi se u velikoj mjeri zapošljavao na području visokih tehnologija uz suvremenu opremu i razvoj proizvodnih kapaciteta. To bi imalo i pozitivan politički efekt u Jugoslaviji. Usvojena suvremena znanja i tehnologije, bili bi snažni generator i pokretač razvoja cijelog gospodarstva u tadašnjoj državi.

## Tehničke karakteristike
Izvori podataka: 
Osnovne karakteristike
- posada: 1
- dužina: 13,75 m
- raspon krila: 8 m
- površina krila: 30 m²
- visina: 4,87 m

Letne karakteristike
- najveća brzina: 1,88 Macha (2.000 km/h, 1.243 mph)
- dolet: 3.765 km
- brzina penjanja: 275 m/s (16.500 m/min.)
- najveća visina leta: 17.000 m
- specifično opterećenje krila: 446.67 kg/m²
- motor: 1× Snecma M88Y turbofen motor

Naoružanje
- naoružanje:
- 1x top GIAT 30, kalibar 30 mm
- Rakete zrak-zrak
  - R550
  - Super Matra
  - Mika
- Rakete zrak-zemlja
- Vođene i nenavođene bombe
- defanzivne mjere:
- Podsustav za aktivno i pasivno ometanje